# Lista de jogos mais vendidos para Super Nintendo Entertainment System

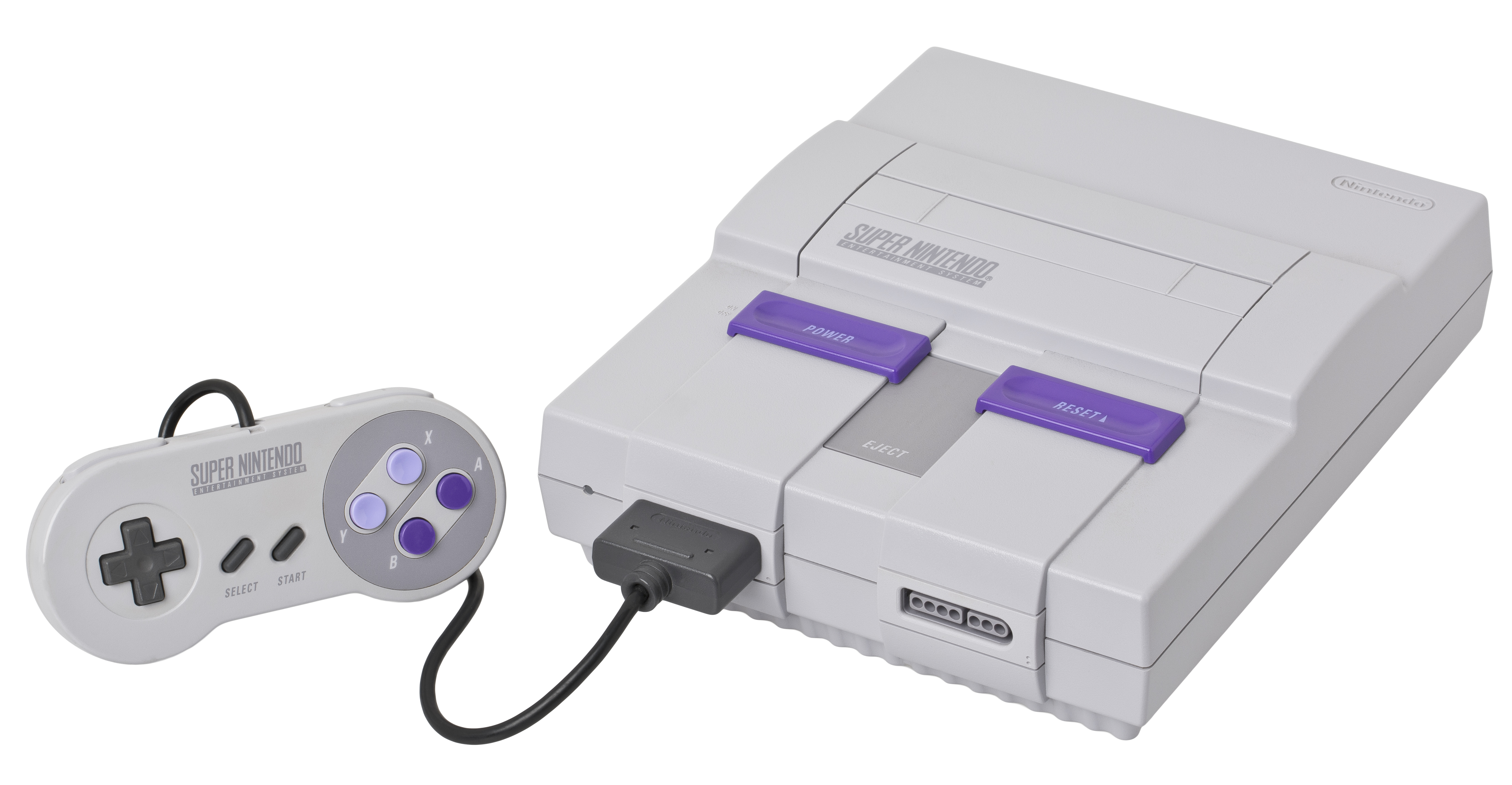
O Super Nintendo Entertainment System (América do Norte) com controle

O jogo eletrônico mais vendido de todos os tempos no console Super Nintendo Entertainment System (SNES; ou somente Super Nintendo), conhecido como Super Famicom (SFC) no Japão, é Super Mario World. Lançado pela primeira vez no Japão em 21 de novembro de 1990, Super Mario World vendeu mais de 20 milhões de unidades em todo o mundo, se tornando também um dos jogos mais vendidos de todos os tempos. O segundo jogo de Super Mario no SNES, Super Mario All-Stars (que apresenta remakes aprimorados dos quatro jogos de Super Mario originalmente lançados para o Nintendo Entertainment System), é o segundo jogo mais vendido da plataforma, com vendas aproximadas de 10,5 milhões de unidades. Donkey Kong Country da Rare é o terceiro jogo mais vendido do SNES – enquanto suas duas sequências também estão entre os dez primeiros – seguido por Super Mario Kart, lançado em 1992 que segue como o quarto jogo de SNES mais vendido de todos os tempos.
Um total de 48 jogos para SNES/Super Famicom venderam mais de um milhão de unidades. Desses, doze foram desenvolvidos por divisões internas de desenvolvimento da Nintendo. Além disso, as desenvolvedoras com os jogos mais vendidos são a Capcom e a Square, com nove jogos cada na lista de 48. A Nintendo publicou 20 desses 48 jogos. Outras editoras com vários títulos vendendo milhões incluem Capcom (nove), Square (oito), Enix (quatro) e Acclaim Entertainment (três). As franquias mais populares do SNES incluem Super Mario (46,18 milhões de unidades combinadas), Donkey Kong (17,96 milhões de unidades combinadas) e Street Fighter (12,4 milhões de unidades combinadas).

## Lista
| Pos. | Título                                              | Vendas     | Desenvolvera(s)                   | Publicadora(s)        | Lançamento              | Ref.   |
| ---- | --------------------------------------------------- | ---------- | --------------------------------- | --------------------- | ----------------------- | ------ |
| 1    | Super Mario World                                   | 20.610.000 | Nintendo EAD                      | Nintendo              | 21 de novembro de 1990  | [ 1 ]  |
| 2    | Super Mario All-Stars                               | 10.550.000 | Nintendo EAD                      | Nintendo              | 14 de julho de 1993     | [ 1 ]  |
| 3    | Donkey Kong Country                                 | 9.300.000  | Rare                              | Nintendo              | 21 de novembro de 1994  | [ 2 ]  |
| 4    | Super Mario Kart                                    | 8.760.000  | Nintendo EAD                      | Nintendo              | 27 de agosto de 1992    | [ 1 ]  |
| 5    | Street Fighter II: The World Warrior                | 6.300.000  | Capcom                            | Capcom                | 10 de junho de 1992     | [ 3 ]  |
| 6    | Donkey Kong Country 2: Diddy's Kong Quest           | 5.150.000  | Rare                              | Nintendo              | 20 de novembro de 1995  | [ 2 ]  |
| 7    | The Legend of Zelda: A Link to the Past             | 4.610.000  | Nintendo EAD                      | Nintendo              | 21 de novembro de 1991  | [ 4 ]  |
| 8    | Super Mario World 2: Yoshi's Island                 | 4.120.000  | Nintendo EAD                      | Nintendo              | 5 de agosto de 1995     | [ 5 ]  |
| 9    | Street Fighter II Turbo: Hyper Fighting             | 4.100.000  | Capcom                            | Capcom                | 11 de julho de 1993     | [ 3 ]  |
| 10   | Donkey Kong Country 3: Dixie Kong's Double Trouble! | 3.510.000  | Rare                              | Nintendo              | 22 de novembro de 1996  | [ 2 ]  |
| 11   | Final Fantasy VI                                    | 3.420.000  | Square                            | Square                | 2 de abril de 1994      | [ 6 ]  |
| 12   | Killer Instinct                                     | 3.200.000  | Rare                              | Nintendo              | 30 de agosto de 1995    | [ 7 ]  |
| 13   | Dragon Quest VI                                     | 3.200.000  | Heartbeat                         | Enix                  | 9 de dezembro de 1995   | [ 8 ]  |
| 14   | Star Fox                                            | 2.990.000  | Nintendo EAD                      | Nintendo              | 21 de fevereiro de 1993 | [ 2 ]  |
| 15   | F-Zero                                              | 2,850,000  | Nintendo EAD                      | Nintendo              | 21 de novembro de 1990  | [ 2 ]  |
| 16   | Dragon Quest V                                      | 2.800.000  | Chunsoft                          | Enix                  | 27 de setembro de 1992  | [ 8 ]  |
| 17   | Final Fantasy V                                     | 2.450.000  | Square                            | Square                | 6 de dezembro de 1992   | [ 9 ]  |
| 18   | Mario Paint                                         | 2.310.000  | Nintendo R&D1                     | Nintendo              | 14 de julho de 1992     | [ 2 ]  |
| 19   | Super Mario RPG                                     | 2.140.000  | Square                            | Nintendo              | 9 de março de 1996      | [ 2 ]  |
| 20   | Chrono Trigger                                      | 2.030.000  | Square                            | Square                | 11 de março de 1995     | [ 9 ]  |
| 21   | Super Street Fighter II                             | 2.000.000  | Capcom                            | Capcom                | 25 de junho de 1994     | [ 3 ]  |
| 22   | SimCity                                             | 1.980.000  | Nintendo EAD                      | Nintendo              | 26 de abril de 1991     | [ 2 ]  |
| 23   | Secret of Mana                                      | 1.830.000  | Square                            | Square                | 6 de agosto de 1993     | [ 8 ]  |
| 24   | Aladdin                                             | 1.750.000  | Capcom                            | Capcom                | 26 de novembro de 1993  | [ 10 ] |
| 25   | Super Puyo Puyo                                     | 1.700.000  | Compile                           | Banpresto             | 10 de dezembro de 1993  | [ 9 ]  |
| 26   | Super Scope 6                                       | 1.650.000  | Nintendo R&D1                     | Nintendo              | Fevereiro de 1992       | [ 2 ]  |
| 27   | Mortal Kombat II                                    | 1.510.000  | Sculptured Software               | Acclaim Entertainment | 9 de setembro de 1994   | [ 11 ] |
| 28   | Romancing SaGa 2                                    | 1.490.000  | Square                            | Square                | 10 de dezembro de 1993  | [ 8 ]  |
| 29   | Final Fight                                         | 1.480.000  | Capcom                            | Capcom                | 21 de dezembro de 1990  | [ 3 ]  |
| 30   | Dragon Ball Z: Super Butōden                        | 1.450.000  | Tose                              | Bandai                | 20 de março de 1993     | [ 9 ]  |
| 31   | Final Fantasy IV                                    | 1.440.000  | Square                            | Square                | 19 de julho de 1991     | [ 9 ]  |
| 32   | Kirby Super Star                                    | 1.440.000  | HAL Laboratory                    | Nintendo              | 21 de março de 1996     | [ 2 ]  |
| 33   | Super Metroid                                       | 1.420.000  | Nintendo R&D1 Intelligent Systems | Nintendo              | 19 de março de 1994     | [ 2 ]  |
| 34   | Dragon Quest III                                    | 1.400.000  | Heartbeat                         | Enix                  | 6 de dezembro de 1996   | [ 9 ]  |
| 35   | Romancing SaGa                                      | 1.320.000  | Square                            | Square                | 28 de janeiro de 1992   | [ 8 ]  |
| 36   | Romancing SaGa 3                                    | 1.300.000  | Square                            | Square                | 11 de novembro de 1995  | [ 9 ]  |
| 37   | The Lion King                                       | 1.270.000  | Westwood Studios                  | Virgin Interactive    | 8 de dezembro de 1994   | [ 11 ] |
| 38   | NBA Jam                                             | 1.220.000  | Iguana Entertainment              | Acclaim Entertainment | 4 de março de 1994      | [ 11 ] |
| 39   | Mortal Kombat 3                                     | 1.220.000  | Sculptured Software               | Acclaim Entertainment | 13 de outubro de 1995   | [ 11 ] |
| 40   | The Magical Quest Starring Mickey Mouse             | 1.210.000  | Capcom                            | Capcom                | 20 de novembro de 1992  | [ 10 ] |
| 41   | Dragon Quest I & II                                 | 1.200.000  | Chunsoft                          | Enix                  | 18 de dezembro de 1993  | [ 12 ] |
| 42   | Derby Stallion III                                  | 1.200.000  | ASCII Entertainment               | Nintendo              | 20 de janeiro de 1995   | [ 9 ]  |
| 43   | Mega Man X                                          | 1.160.000  | Capcom                            | Capcom                | 17 de dezembro de 1993  | [ 3 ]  |
| 44   | Dragon Ball Z: Super Butōden 2                      | 1.150.000  | Tose                              | Bandai                | 17 de dezembro de 1993  | [ 9 ]  |
| 45   | Pilotwings                                          | 1.140.000  | Nintendo EAD                      | Nintendo              | 21 de dezembro de 1990  | [ 2 ]  |
| 46   | Derby Stallion '96                                  | 1.100.000  | ASCII Entertainment               | Nintendo              | 15 de março de 1996     | [ 9 ]  |
| 47   | Super Ghouls 'n Ghosts                              | 1.090.000  | Capcom                            | Capcom                | 4 de outubro de 1991    | [ 3 ]  |
| 48   | Final Fight 2                                       | 1.030.000  | Capcom                            | Capcom                | 22 de maio de 1993      | [ 3 ]  |